# 4. ŽNL Koprivničko-križevačka 2006./07.
4. ŽNL Koprivničko-križevačka u sezoni 2006./07. je bila nogometna liga četvrtog stupnja na području Koprivničko-križevačke županije, te ligu osmog stupnja nogometnog prvenstva Hrvatske. 
 
Sudjelovalo je 14 klubova, a prvak je bio "Graničar" iz Novog Virja. 

## Ljestvica
| mj. | klub                      | ut. | pob. | ner. | por. | gol+ | gol- | bod     |
| --- | ------------------------- | --- | ---- | ---- | ---- | ---- | ---- | ------- |
| 1.  | Graničar Novo Virje       | 26  | 18   | 2    | 6    | 80   | 46   | 56      |
| 2.  | Mladost Kutnjak           | 26  | 18   | 1    | 7    | 68   | 33   | 55      |
| 3.  | Radnički Križevci         | 26  | 16   | 5    | 5    | 83   | 29   | 53      |
| 4.  | Mladost Podravske Sesvete | 26  | 14   | 2    | 10   | 70   | 43   | 44      |
| 5.  | Mladost Veliki Raven      | 26  | 15   | 2    | 9    | 61   | 40   | 44 (-3) |
| 6.  | Zagorec Koprivnica        | 26  | 13   | 4    | 9    | 59   | 46   | 43      |
| 7.  | Rasinja                   | 26  | 13   | 4    | 9    | 44   | 34   | 43      |
| 8.  | Dragovoljac Bočkovec      | 26  | 11   | 6    | 9    | 44   | 50   | 39      |
| 9.  | Vinogradar Čepelovec      | 26  | 12   | 5    | 9    | 56   | 55   | 38 (-3) |
| 10. | Šparta Kalinovac          | 26  | 7    | 4    | 15   | 53   | 84   | 25      |
| 11. | Bilogora Gornja Velika    | 26  | 7    | 4    | 15   | 45   | 57   | 25      |
| 12. | Drava Podravska Selnica   | 26  | 8    | 1    | 17   | 41   | 66   | 25      |
| 13. | Jedinstvo Pustakovec      | 26  | 6    | 4    | 16   | 42   | 69   | 22      |
| 14. | Tehničar Cvetkovec        | 26  | 1    | 2    | 23   | 25   | 119  | 5       |

## Rezultatska križaljka
| kratica | klub                      | BIL | DRG | DRV | GRA | JED | MLK | MLPS | MLVR     | RAD | RAS | ŠPA      | TEH | VIN | ZAG |
| --- | ------------------------- | --- | --- | --- | --- | --- | --- | ---- | -------- | --- | --- | -------- | --- | --- | --- |
| BIL | Bilogora Gornja Velika    |     |     |     |     |     |     |      | 3:0 p.f. |     |     |          |     |     |     |
| DRG | Dragovoljac Bočkovec      |     |     |     |     |     |     |      |          |     |     |          |     |     |     |
| DRV | Drava Podravska Selnica   |     |     |     |     |     |     |      |          |     |     |          |     |     | 1:2 |
| GRA | Graničar Novo Virje       |     |     |     |     |     |     | 3:2  |          |     |     |          |     |     |     |
| JED | Jedinstvo Pustakovec      |     |     |     |     |     |     |      |          |     | 2:6 |          |     |     |     |
| MLK | Mladost Kutnjak           |     |     |     |     |     |     |      |          |     |     |          |     | 6:0 |     |
| MLPS | Mladost Podravske Sesvete |     |     |     |     |     |     |      |          |     |     |          |     |     |     |
| MLVR | Mladost Veliki Raven      |     |     |     |     |     |     |      |          |     |     |          |     |     |     |
| RAD | Radnički Križevci         |     |     |     |     |     |     |      |          |     |     | 3:0 p.f. |     |     |     |
| RAS | Rasinja                   |     |     |     |     |     |     |      |          |     |     |          |     |     |     |
| ŠPA | Šparta Kalinovac          |     |     |     |     |     |     |      |          |     |     |          |     |     |     |
| TEH | Tehničar Cvetkovec        |     | 1:3 |     |     |     |     |      |          |     |     |          |     |     |     |
| VIN | Vinogradar Čepelovec      |     |     |     |     |     |     |      |          |     |     |          |     |     |     |
| ZAG | Zagorec Koprivnica        |     |     |     |     |     |     |      |          |     |     |          |     |     |     |
| |                           |     |     |     |     |     |     |      |          |     |     |          |     |     |     |
| podebljan rezultat - utakmice od 1. do 13. kola (1. utakmica između klubova) rezultat normalne debljine - utakmice od 14. do 26. kola (2. utakmica između klubova) rezultat nakošen - nije vidljiv redoslijed odigravanja međusobnih utakmica iz dostupnih izvora rezultat nakošen i smanjen * - iz dostupnih izvora nije uočljiv domaćin susreta prekrižen rezultat - poništena ili brisana utakmica p - utakmica prekinuta 3:0 p.f. / 0:3 p.f. - rezultat 3:0 bez borbe |                           |     |     |     |     |     |     |      |          |     |     |          |     |     |     |

 Izvori: 

## Poveznice
- 4. ŽNL Koprivničko-križevačka